# Coeficiente de compressibilidade
O fator de compressibilidade  mede o grau de não idealidade dos gases reais. Ele foi introduzido na equação dos gases ideais de forma a efetuar uma correção na mesma, para poder-se aplicá-la aos gases reais. Assim, a equação de estado dos gases ideais, corrigida pelo fator de compressibilidade, é dada por:
{\displaystyle pV_{m}=RTZ} (1)
Onde Z é o fator de compressibilidade propriamente dito, puramente empírico.
Baseando-se na equação (1), podemos definir matematicamente o fator de compressibilidade por:
{\displaystyle Z=pV_{m}/RT=V_{m,real}/V_{m,ideal}} (2)
Observando-se as equações anteriores, nota-se que se o gás for ideal teremos:
{\displaystyle V_{m}=V_{m,ideal}}
Então:
{\displaystyle Z=V_{m}/V_{m,ideal}=1} (3)
Como o volume molar é uma função da temperatura e da pressão, Z será uma função dessas mesmas variáveis, ou seja:
{\displaystyle Z=Z(T,P)} (4)

## Análise das forças intermoleculares através do fator de compressibilidade
A partir do fator de compressibilidade, podemos analisar as forças intermoleculares presentes em determinado gás real. Podem ocorrer dois casos gerais:
- Caso 1: Forças predominantemente de atração

Se predominarem em um gás forças de atração, é plausível que o volume molar do gás real seja menor que o correspondente volume de um gás ideal, nas mesmas condições de temperatura e pressão. Logo:
{\displaystyle Z<1} - Predominam forças de atração
- Caso 2: Forças predominantemente de repulsão:

Fazendo uma analogia com o caso anterior, podemos perceber que se as forças intermoleculares predominantes em um gás real forem forças de repulsão, o volume molar do gás será maior que o do gás ideal, nas mesmas T e P. Logo:
{\displaystyle Z>1} - Predominam forças de repulsão